# Pesa 120N
Die Type 120N des polnischen Herstellers Pesa ist ein durchgängig niederfluriger Straßenbahn-Triebwagen.

## Geschichte

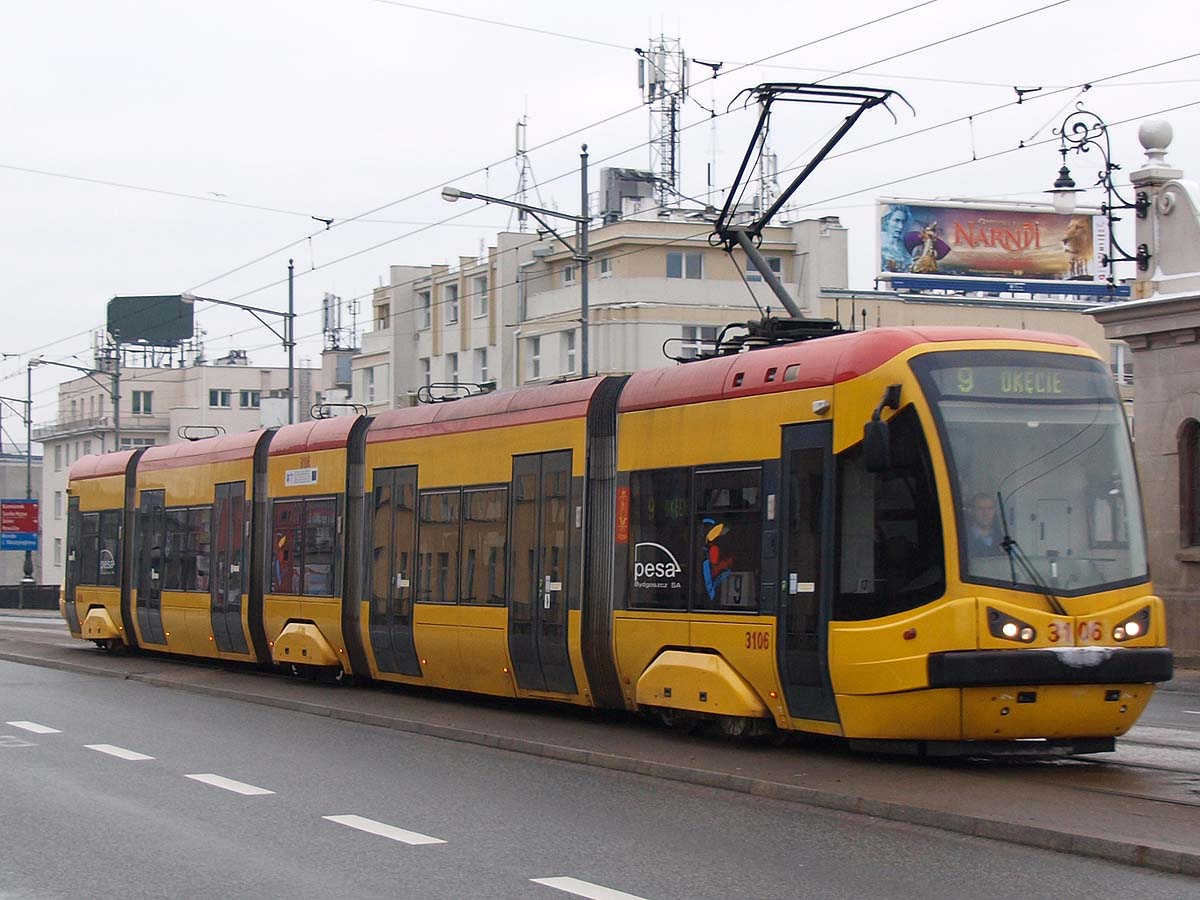
Pesa 120N in der aktuellen Warschauer Farbgebung

Die Entwicklung der Type 120N begann im November 2005 nach einer Anfrage der Warschauer Verkehrsbetriebe Tramwaje Warszawskie Zwar wurden in Polen schon seit 1995 mit der Type Konstal 112N Niederflurstraßenbahnen gebaut, die jedoch nur in geringer Stückzahl gebaut wurden. Nachfolgend wurden auch Niederflurstraßenbahnen in größerer Anzahl importiert.
Am 22. Februar 2006 wurde von den Warschauer Verkehrsbetrieben die Bestellung von vorerst 15 Exemplaren der 120N ausgelöst. Parallel dazu entstanden die Typen 121N und 122N für meterspurige Betriebe. 2007 wurden insgesamt 15 Stück der Grundversion 120N an die Warschauer Verkehrsbetriebe geliefert, wo sie seit dem 20. August eingesetzt werden. Alle Warschauer Pesa 120N sind im Betriebshof R-3 Mokotów beheimatet.
Aus den mit diesen 15 Einheiten gemachten Erfahrungen wurde die verbesserte Baureihe 120Na entwickelt, welche ab Mitte 2010 nach Warschau und Danzig geliefert wurde.

## Technik
Die 120N ist ein fünfteiliger Gelenktriebwagen mit einem Niederfluranteil von 100 %. Dabei verfügen lediglich die Sektionen 1, 3 und 5 über Drehgestelle, von deren lediglich die äußeren (Sektionen 1 und 5) angetrieben sind. Die Sektionen 2 und 4 sind schwebend ausgeführt und stützen sich über die Gelenke auf die benachbarten Sektionen ab. Sechs Außenschwingtüren (je eine Einfachtür in Sektion 1 und 5, je zwei Doppeltüren in Sektion 2 und 4) garantieren einen schnellen Fahrgastwechsel.
Wie die meisten zeitgenössischen Tramwagen erhielt auch die 120N Panoramafenster mit getönten Scheiben. Das Design der als Crashverzehrelement ausgeführten Wagenfront mit ihrer tiefgezogenen Frontscheibe und den „Böser Blick“-Scheinwerfern verleiht der 120N-Familie ein schnittiges Aussehen.
Das Fahrgastinformationssystem besteht aus Innenlautsprechern mitsamt Recorder für die Haltestellenansage, aus bistabilen Anzeigeelementen vorne und seitlich am Wagen sowie aus einzeiligen LED-Anzeigen im Fahrgastraum.